# Ambazonia
Ambazonia, alternativt Forbundsrepublikken Ambazonia eller Staten Ambazonia, er en politisk enhed  udråbt af engelsktalende separatister, der søger uafhængighed fra Cameroun. Separatisterne hævder, at Ambazonia skal bestå af  regionerne Nord-Ouest og Sud-Ouest i Cameroun. Siden 2017 har ambazonske oprørere været i væbnet konflikt med det camerounske militær i det såkaldte anglofonkrise, og har forsøgt at oprette eksilregeringer, og militser har udøvet kontrol over dele af det krævede territorium. Intet land har anerkendt Ambazonias eksistens (2025).
Indtil 1961 var udgjorde området den sydlige del af et britisk forvalterritorium, Britisk Cameroun, mens resten af Cameroun var et fransk forvaltet territorium, Fransk Cameroun. Ved uafhængigheden blev der afholdt folkeafstemning i Britisk Cameroun 1961 (en), og vælgerne i det sydlige Cameroun valgte at tilslutte sig Cameroun som en delstat i en føderal republik. Med tiden udvidede centralregeringens magt, domineret af fransktalende, sig på bekostning af regionens autonomi. Mange indbyggere identificerer sig som engelsksprogede og fortryder, hvad de opfatter som diskrimination, og den camerounske regerings bestræbelser på at eliminere engelsksprogede juridiske, administrative, uddannelsesmæssige og kulturelle institutioner.
I 2016 og 2017  mødte  myndighederne en udbredt protestbevægelse med  voldelig nedkæmpelse, hvilket førte til optøjer og vold mod sikkerhedsstyrker og i 2017 til en ensidig uafhængighedserklæring fra ambazonske ledere. Volden udviklede sig til en guerillakrig, og pr.  2023, fortsætter sammenstødene, og  dele af mere afsidesliggende landdistrikter kontrolleres af separatistmilitser og bruges til at iværksætte guerillaangreb. Ambazoniske styrker har kæmpet for at danne en samlet front, og interne konflikter har hæmmet bestræbelserne på at forhandle med Cameroun eller etablere kontrol over de forskellige militsgrupper, der er involveret i kampene. Vedvarende vold har ført til udbredte rapporter om menneskerettighedskrænkelser fra begge sider, herunder vilkårlige drab på civile, tortur, voldtægt og andre kønsbaserede forbrydelser, uberettigede tilbageholdelser og kidnapninger.

### Citerede værker
- DeLancey, red. (2019). Historical Dictionary of the Republic of Cameroon (5th udgave). London: Rowman & Littlefield. ISBN 978-1-5381-1967-9.
- Lando, Rodrick (2022). "A Survey of Some Anglophone Crisis-induced Semantic Extensions in Contemporary Cameroon English Usage".  I Aloysius Ngefac (red.). Aspects of Cameroon Englishes. Newcastle upon Tyne: Cambridge Scholars Publishing. s. 116-129. ISBN 978-1-5275-8028-2.
- Nkwain, Joseph (juli 2022). "Current Insights into the Evolution of Cameroon English: The Contribution of the 'Anglophone Problem'" (PDF). Athens Journal of Humanities & Arts. Athens: Athens Institute for Education and Research (ATINER). 9 (3): 233-260. doi:10.30958/ajha.9-3-3. S2CID 236906769.
- Nkwi; Nchoji, Paul (2015). The Anthropology of Africa: Challenges for the 21st Century (illustrated, reprint udgave). Langaa RPCIG. ISBN 978-9956-792-79-5.

## Yderligere læsning
- Akoh, Harry A., red. (2024). In Search of an Independent Ambazonian Nation: Dimensions of Identity and Freedom. London: Palgrave Macmillan. ISBN 978-3031457760.
- Anyangwe, Carlson (2024). African-on-African Colonization: The Ill-Fated Ambazonia-Cameroun Political Partnership. Lanham, Maryland: Rowman & Littlefield. ISBN 978-1-66695-063-2.
- Carlson Anyangwe (august 2008). Imperialistic politics in Cameroun: resistance & the inception of the restoration of the statehood of southern Cameroons. African Books Collective. s. 60. ISBN 978-9956-558-50-6. Hentet 9. maj 2011.
- Jacob, Patience Kondu; Lenshie, Nsemba Edward; Okonkwo, Ifeoma Mary-Marvella; Ezeibe, Christian; Onuoha, Jonah (februar 2022). "Ambazonian Separatist Movement in Cameroon and the Dialectics of Cameroonian Refugee Crisis in Nigeria". Journal of Immigrant & Refugee Studies. Taylor & Francis. 22 (2): 386-401. doi:10.1080/15562948.2022.2037807.
- With or against us: People of the North-West region of Cameroon caught between the army, armed separatists and militias (PDF). London: Amnesty International. 2023.